# Kőszegi Imre (zenész)
Kőszegi Imre (Budapest, 1944. december 6. –) Liszt Ferenc-díjas magyar dobos, zeneszerző, zenetanár, a Magyar Jazz Szövetség volt elnöke (2002–2008), a magyar dzsessz nagy generációjának egyik kiemelkedő muzsikusa, a hazai és a nemzetközi jazzélet egyik legaktívabb résztvevője. A Zeneakadémia Jazz Tanszékének ütőtanára is volt.

## Élete
1963-ban a Bartók Béla Zeneművészeti Szakközépiskola és Gimnázium dobszakára járt Schwarcz Oszkár növendékeként, majd az Országos Szórakoztató Zenei Központ stúdiójában Bányai Lajos tanítványa volt. 1966-1970 között Nyugat-Európában élt, és számtalan jazz-világsztárral játszott. 1970-től ismét Pege Aladárral, Gonda Jánossal, Szabados Györggyel, Csík Gusztávval, Szakcsi Lakatos Bélával és a legendás Rákfogó együttessel játszott.
1975-ben indult el első saját együttesével, a Kőszegi Rhythm and Brass-szal. Ez a különleges felállás Kőszegi munkáját dicséri, hiszen az együttes két fafúvósból, egy dobosból és egy ütősből állt. 1980-ban megalapította nemzetközi együttesét Jack Gregg amerikai basszista, Zbigniew Namysłowski lengyel szaxofonos és Gárdonyi László magyar zongorista társaságában, és nagy sikerrel turnéztak Európában. 1980-tól Vukán Györggyel és Berkes Balázs-zsal Super Trio néven léptek fel.  1977-től Kovács Gyula (dobos)val és Jávori Vilmossal közel 15 éven át Dob-Show néven nagy sikerrel koncerteztek. 1995-ben Tomsits Rudolffal, Babos Gyulával és Pege Aladárral létrehozták a Take 4 együttest, mellyel három CD-t jelentettek meg. Saját zenekarai mellett együtt játszott még a „Super Trio” és a „The Creative Art Ensemble” formációkkal. 1992-2009 között tanított a Liszt Ferenc Zeneművészeti Egyetemen, a Jazz Tanszék ütőtanára a Magyar Jazz Szövetség elnöke volt 2002 és 2008 között. Két dob oktató iskolája is megjelent. Sodró ritmusaival, vérbő tempójával hozza lázba a közönséget. Játékán a legnagyobb amerikai dobosok – Philly Joe Jones, Elvin Jones, Art Blakey, Tony Williams, Jack DeJohnette – stílusjegyei érzékelhetőek. Kőszegire a bebop és free swinging jazz volt nagy hatással, de zenei nyitottsága jellemezhető azzal is, hogy közreműködött számos jazz- és popzenei felvétel elkészítésében. Időzítése pontos, zenéje pedig kimondhatatlanul gazdag.
Saját együttesein kívül megszámlálhatatlan külföldi és magyar muzsikussal játszott és játszik együtt, muzsikált Szabados György free-jazz együttesétől a klasszikus szvinget játszó, Vukán György-Berkes Balázs-Kőszegi összeállítású Szuper Trión át a legendás Rákfogóig. Játszott Radics Bélával és Frank Zappával, a „Take Four”-ban társa volt Tomsits Rudolf, Pege Aladár és Babos Gyula gitáros. Zenélt továbbá az Amerikai Egyesült Államokban élt magyar gitárossal, Zoller Atillával és Szabó Gáborral, az osztrák szaxofonos Harry Sokallal, Fritz Power zongoristával, és Albert Mangelsdorf német trombonossal, valamint olyan neves külföldi előadókkal játszott együtt mint: Kenny Weehler, Pharoah Sanders, Art Farmer, Benny Bailey, Chico Freeeman, Pony Poindexter, Frank Foster, Ted Curson, Charlie Mariano, Joe Diorio, Biréli Lagréne, Eberhard Weber, Jimmy Owens, Christian Escoudé, Chico Freeman, Kay Winding, Teddy Wilson, Leo Wright, Doc Cheatham, Zbigniev Namysłowski, Allan Praskin, Charles Tolliver, Milcho Leviev, Lew Tabackin, Jack Gregg, Lou Bennett, Al Casey, Toto Blanke, Eddie "Lockjaw" Davis, Larry Coryell, Trilok Gurtu, Red Richards, Stjepko Gut, Jiggs Whigham, Hannes Beckmann, George Kelly, Michael "Patches" Stewart, Tony Scott, Teddy Wilson, Karl Berger, Steve Grossman, Jiří Stivín, Wolfgang Danner, Jimmy Woode, Joachim Kühn, Fritz Pauer, Jan Jankele. Több mint 150 lemezen működött közre.
Művészi munkásságának elismeréseként 1982-ben Nívó-díjat, 1985-ben eMeRTon-díjat, 1995-ben Szabó Gábor díjat, végül 1999-ben Lyra-díjat kapott, 2003-ban a Magyar Köztársasági Érdemrend Tisztikeresztjével tüntették ki. 2009-ben Gramofon Magyar Jazz Díj, 2010-ben Artisjus díjjal, 2011-ben Liszt Ferenc díjjal tüntették ki.

## Díjai
- Lyra-díj
- eMeRTon-díj
- Szabó Gábor-díj
- A Magyar Köztársasági Érdemrend tisztikeresztje (2003)
- Liszt Ferenc-díj (2011)

## Lemezei
| 1996? | Babos, Kőszegi, Pege, Tomsits: Jazz Csárdáskirálynő |
| ----- | --------------------------------------------------- |
| 1973  | Modern Jazz Anthology X.                            |
| 1991  | Hungarian Jazz Antology 1991                        |
| 1994  | Kőszegi Imre Trió: Drummer's Dreams                 |
| 1995  | Babos, Kőszegi, Pege, Tomsits: Take 4               |
| 1995  | Magic Violin                                        |
| 1995  | Pege Aladár: Hungarian Jazz Workshop No. 2          |
| 1996  | Geiger György: Játszom a trombitával                |
| 1997  | Szakcsi-Kőszegi Duo: Időutazás                      |
| 1997  | Take 4: Take More                                   |
| 1998  | Kőszegi Group: Power of Soul – Live in Budapest     |
| 2000  | Keep Cool                                           |
| 2001  | Szabados György: Az esküvő (The Wedding)            |
| 2003  | Hungarian Jazz History 12. – Modern Jazz Combos     |
| 2004  | Most és akkor (Now and then)                        |
| 2006  | Kőszegi Imre: Drums poetica                         |